# 千葉北インターチェンジ
千葉北インターチェンジ（ちばきたインターチェンジ）は、千葉県千葉市稲毛区長沼原町にある東関東自動車道のインターチェンジ。
東日本高速道路関東支社千葉管理事務所が併設されている。
千葉市稲毛区東部、花見川区東部、八千代市、船橋市小室地区、白井市、印西市への最寄りとなる。

## 道路
- E51 東関東自動車道（6番）
- 国道16号

## 料金所
- ブース数：9

### 入口
- ブース数：3
  - ETC専用：1
  - ETC・一般：1
  - 一般：1

### 出口
- ブース数：6
  - ETC専用：2
  - ETC・一般：2
  - 一般：2

## 周辺
- 千葉県総合運動場
- 千葉市動物公園

## 隣
E51 東関東自動車道
(4) 湾岸千葉IC - (5) 宮野木JCT - (6) 千葉北IC - (7) 四街道IC
上り線は東京方面に合流してすぐのところに宮野木JCTの分岐があり、当ICの合流車線がそのまま京葉道路篠崎方面への分岐車線となる。逆の下り線も同様に、京葉道路篠崎方面からの合流車線がそのまま当ICの出口車線となる（事実上の8車線区間）。